# Big Bear City, Kalifornien
Big Bear City är en ort (CDP) i San Bernardino County, i delstaten Kalifornien, USA. Enligt United States Census Bureau har orten en folkmängd på 12 304 invånare (2010) och en landarea på 82,8 km².